# Neoechinorhynchus acanthuri
Neoechinorhynchus acanthuri är en hakmaskart som beskrevs av Farooqi 1980. Neoechinorhynchus acanthuri ingår i släktet Neoechinorhynchus och familjen Neoechinorhynchidae. Inga underarter finns listade i Catalogue of Life.